# René Mouchotte
« Mouchotte » redirige ici. Pour l'immeuble des années 1960 à Paris, voir Immeuble Mouchotte.

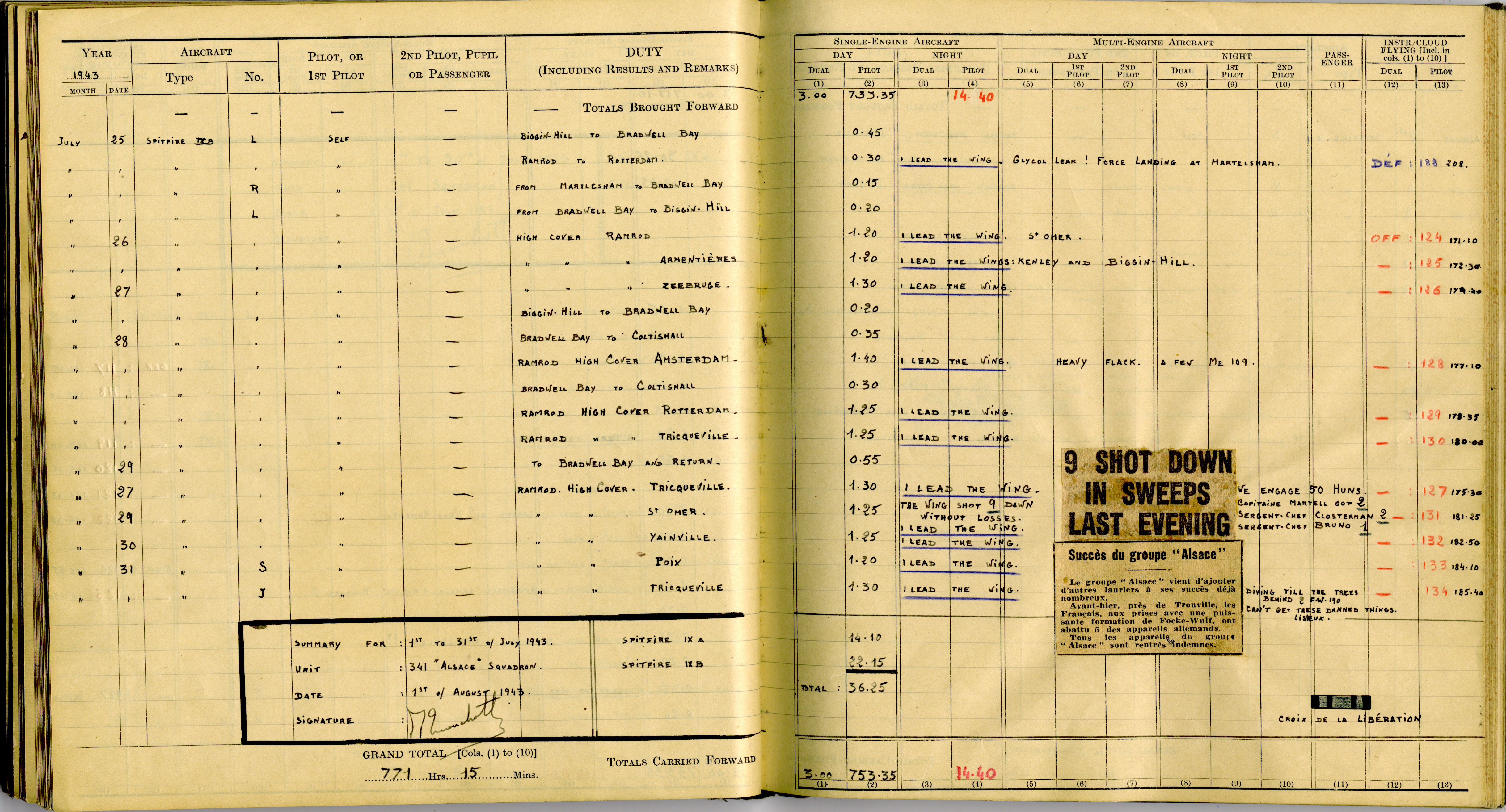
Page célébrant des victoires du Squadron de Chasse Alsace commandé par René Mouchotte

René Mouchotte est un aviateur français de la Seconde Guerre mondiale, mort pour la France. C'est une figure de la France libre née le 21 août 1914 à Saint-Mandé (Seine) et qui disparait le 27 août 1943 au-dessus de la Manche. Officier des FAFL, il est apprécié tant de ses hommes que des Anglais pour sa grandeur d'âme et ses qualités de chef. Il est également le premier Français à commander un squadron de la Royal Air Force, le 65ème.

## Biographie

### Jeunesse
Né le 21 août 1914 à Saint-Mandé, René Mouchotte est le fils d'un distillateur. Ayant appris à piloter à l'âge de 18 ans, il fait son service militaire dans l'armée de l'air, à la base aérienne d'Istres, où il obtient le grade de sergent et son brevet de pilote. Il sera ensuite pilote de tourisme à son retour à la vie civile. 

### Début de la Guerre et évasion
il est mobilisé en septembre 1939 et affecté, non dans une escadrille de chasse, comme il l'aurait voulu, mais au Centre d'Instruction de la Chasse, à Chartres (future Base aérienne 122 Chartres-Champhol), puis, en mai 1940, à l'École de formation des sous-officiers du personnel navigant à Avord. 
Envoyé à Oran en mai 1940, il est révolté par l'annonce de la demande d'armistice du maréchal Pétain le 17 juin 1940 et décide de rejoindre l'Angleterre. Le matin du 30 juin 1940, en compagnie d'Émile Fayolle, Charles Guérin, Georges Heldt, Henry Lafont et Hubert Stourm, il s'empare à La Sénia du Caudron Simoun no 174 et d'un Caudron Goéland, sans savoir que ce dernier avait été saboté afin d'empêcher les décollages non autorisés. Malgré le blocage au grand pas des hélices il parvient à rejoindre Gibraltar. 

### Pilote de Chasse dans la RAF
Ayant rejoint l'Angleterre en bateau le 13 juillet, il signe un engagement dans la RAF, qui l'envoie en entraînement au 6th Operational Training Unit de Sutton Bridge (Lincolnshire), avant de l'affecter, en septembre 1940 au No. 245 Squadron, au sein duquel il mène avec son ami Henry Lafont et Henri Bouquillard des opérations de surveillance en mer d'Irlande. Promu adjudant en octobre 1940, il rejoint ensuite le No. 615 « County of Surrey » Squadron de la Royal Auxiliary Air Force surnommé "Churchill's own", dans le sud de l'Écosse, et prend part à la fin de la bataille d'Angleterre ; il effectue alors deux à quatre sorties chaque jour. Leader d'une section de son escadrille au début de décembre 1940, il est nommé sous-lieutenant et chef de Flight par intérim en mars 1941, avant de recevoir sa première citation en juin. En juillet, il est nommé lieutenant et — distinction alors inédite pour un étranger — flight commander (chef d'escadrille) d'un squadron britannique. Il abat son premier avion — un Junker 88 — le 26 août 1941 et incendie plusieurs bâtiments allemands en Manche quelques semaines plus tard.

### Officier des Forces Françaises Aériennes Libres
À la fin de 1941, il crée avec l'aide de Dupérier le groupe de chasse Île-de-France dont il aura la charge de la formation, le No. 340 « free French » Squadron, unité des Forces aériennes françaises libres, et devient, en février 1942, commandant de l'escadrille « Paris ». Promu capitaine, il effectue sa première mission avec son groupe le 12 avril, reçoit la croix de guerre avec palme des mains du général de Gaulle le 14 juillet et participe à l'opération Jubilee sur Dieppe le 20 août.
Promu commandant, il est, la même année, le premier Français à commander un groupe de chasse britannique, le Squadron Leader du No. 65 Squadron RAF. Le 9 janvier 1943, il est chargé de mettre sur pied le squadron, GC III/2, alias No. 341 « Free French » Squadron pour la RAF, le groupe de chasse Alsace. Après d'intenses entraînements il est installé à Biggin Hill, prestigieuse base regroupant les meilleures unités au Sud de Londres. Il a sous ses ordres notamment Pierre Clostermann, son ailier ou no 2 le jour de sa disparition. Le 15 mai, à la tête de son unité, il abat un Focke-Wulf au-dessus de la France. Le 17 mai, à nouveau à la tête de son unité, il abat un Messerschmitt BF109 G au-dessus de Caen.
Le 27 août 1943, il décolle pour sa dernière mission, épuisé par l'enchaînement des combats aériens et les heures de travail à son bureau de commandement. Il disparait au-dessus de la Manche, lors d'une mission de protection de 187 bombardiers américains B-17 de la 8th USAAF effectuant le premier raid de jour contre le blockhaus d'Éperlecques — il totalise alors 408 missions, 141 avec le groupe Alsace, et 1 743 heures de vol. Son corps est retrouvé sur la plage de Westende, hameau balnéaire de la commune de Middelkerke, en Belgique, le 3 septembre suivant. Identifié seulement en mars 1949, il est alors inhumé au cimetière du Père-Lachaise.

### Testament
Il avait écrit dans ses carnets ces quelques mots comme testament : 
« Si le destin, ne m'accorde qu'une courte carrière de commandant, je remercierai le ciel d'avoir pu donner ma vie pour la Libération de la France. Qu'on dise à ma Mère que j'ai toujours été heureux et reconnaissant que l'occasion m'ait été donnée de servir Dieu, mon Pays et ceux que j'aime et que, quoi qu'il arrive, je serai toujours près d'Elle».

## Hommages
Ses carnets sont publiés une première fois sous le titre de Carnets de René Mouchotte par Flammarion en 1949, puis le Service Historique de l'Armée de l'Air (actuel Service historique de la défense) fait paraître en 2001 une nouvelle édition avec un texte conforme au manuscrit original et des notes explicatives.
La 6e Promotion de l'École Militaire de l'Air (1951), aujourd'hui intégrée à l'École de l'Air, porte le nom du Commandant René Mouchotte.

### Lieux de Mémoires

#### France
Lieux de mémoire

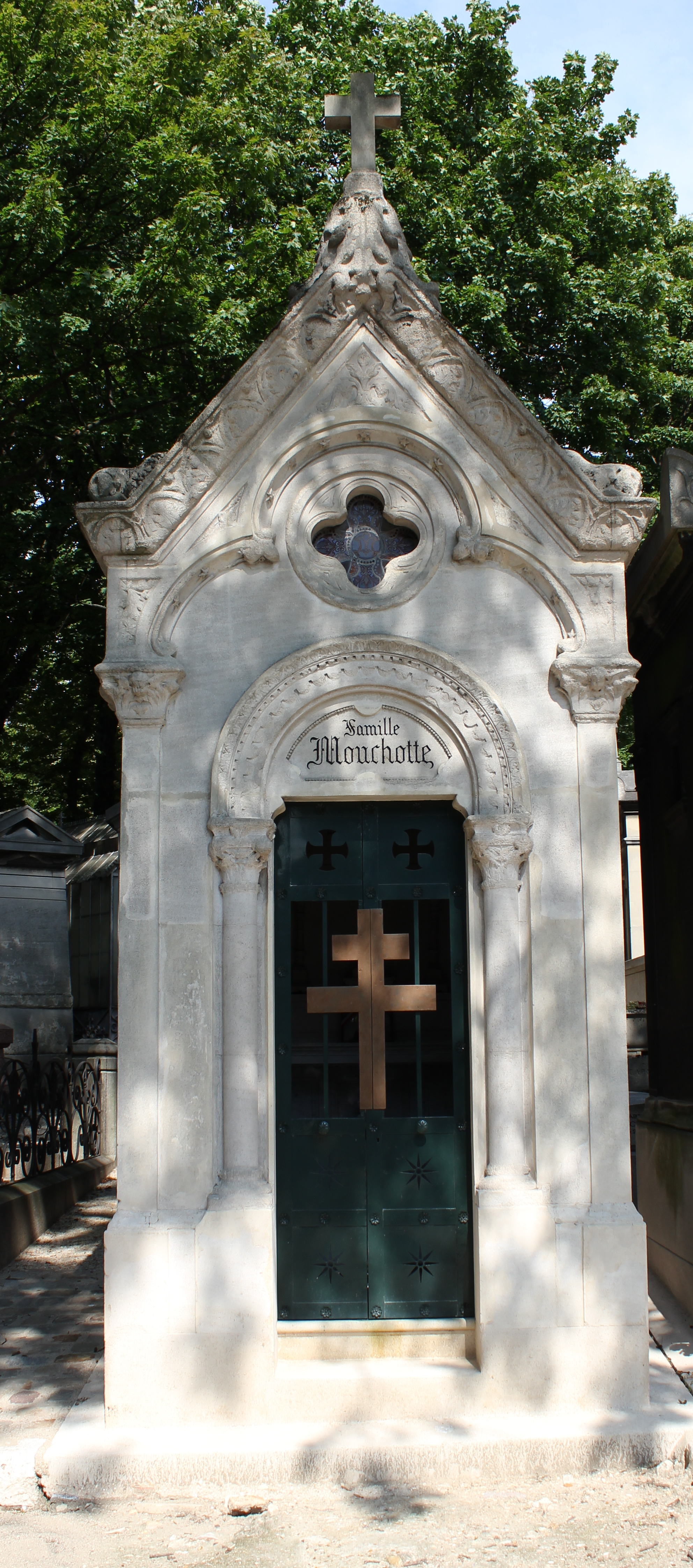
Chapelle au cimetière du Père-Lachaise (division 69).

Certains de ses effets personnels sont aujourd'hui exposés au musée de l'Ordre National de la libération.
Il est enterré au cimetière du Père-Lachaise (division 69).
Une plaque au Blockhaus d'Éperlecques retrace l'histoire de René Mouchotte, Éperlecques fut l'objectif de la dernière mission à laquelle Mouchotte participa.
Sites Aériens
Après la Base aérienne 103 Cambrai-Épinoy, c'est l'École de Transition Opérationnelle (ETO 00.008) école de formation des pilotes de chasse pour des pilotes Français et étrangers qui est localisée sur la Base aérienne 120 Cazaux porte son nom. 
Un des aéro-club de l'aérodrome du Plessis-Belleville situé dans la commune de Ermenonville a pris comme nom l'aéro-club René Mouchotte et organise des virées aériennes commémoratives. 
Rues
Des rues, avenues portant le nom du Commandant-René-Mouchotte existent dans de nombreuses communes :
- Rue du Commandant-René-Mouchotte, près de la gare de Paris-Montparnasse
- Saint-Mandé, sa ville natale
- Boulevards à Pau
- Boulevard à Brest
- Rue René-Mouchotte à Nantes
- Rue à Montbéliard
- Rue à Meaux
- Rue à Wimereux
- Rue à Paray-Vieille-Poste
- Rue à Aubencheul-au-Bac
- Rue à Marmande
- Impasse au Chesnay-Rocquencourt

Rue à Cambrai 

#### Angleterre
Au Lycée Français Charles de Gaulle de Londres une vitrine réalisée par le Yorkshire Air Museum (en) a été réalisée en son honneur et celui des Forces Aériennes Françaises Libres.
Le Bâtiment du quartier général de la RAF à Gibraltar a reçu le nom de René Mouchotte lors des commémorations de la bataille d'Angleterre en Septembre 2013.
Son nom est inscrit sur le Mémorial de la bataille d'Angleterre de Capel-le-Ferne dans le Kent.

#### Belgique
La commune belge de Middelkerke a donné son nom à l'une des rues du centre-ville et à la place (un grand parking, en fait) qui s'y trouve (René Mouchottestraat; Mouchotteplein).

### Témoignages
Un certain nombre d'écrits et de transcription d'échanges témoignent de la valeur du commandant Mouchotte.

#### Témoignages oraux

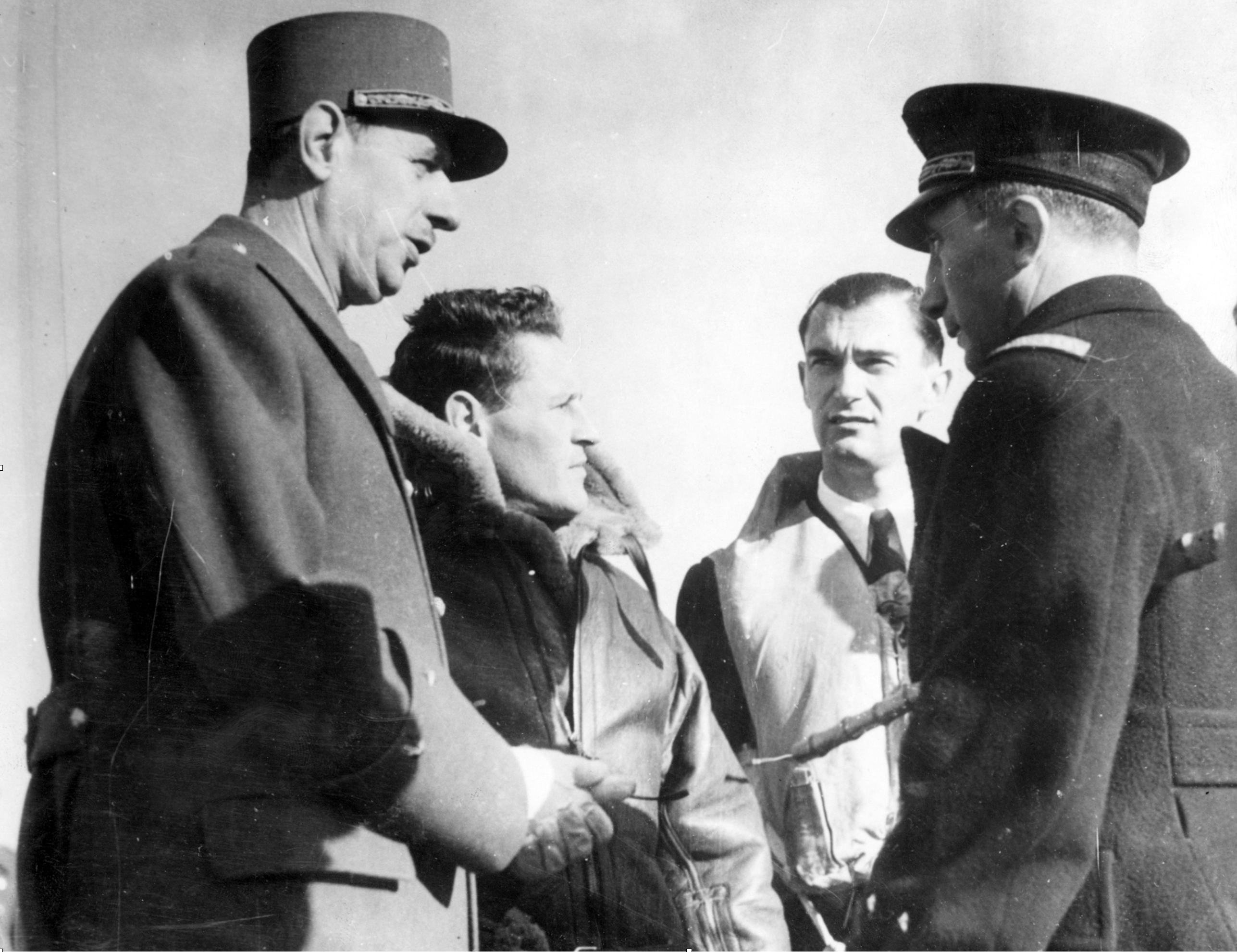
Le général De Gaulle, Philippe de Scitivaux, René Mouchotte, le général Valin

Le soir du 27 août 1943, les dirigeants désolés de Biggin Hill et les autorités du Flighter Command causaient :
- " En Vérité, les Français perdent leur plus grand pilote " 
 - " Et la Royal Air Force son meilleur ami"

Le général Valin, ancien chef d'État-Major des F.A.F.L. témoignera lors du retour de la dépouille de René Mouchotte en France :
"... je l'encourageais à être chef par l'exemple plus que par les galons. Il y excellait et fut sans contredit le commandant de groupe le plus aimé de son personnel. Jamais je n'ai remarqué de tristesse semblable à celle qui frappait les escadrilles du groupe "Alsace" le jour où Mouchotte ne revint pas. C'était une véritable désolation. Tous étaient désemparés. Chacun réalisait la perte immense que venait de faire notre aviation de chasse. Ses camarades britanniques parmi lesquels il était le plus populaire des nôtres, étaient eux-mêmes très touchés. Jamais l'on ne vit le mess de Biggin-Hill aussi accablé et sombre qu'en ce soir du 29 août 1943. [...] Comme Guynemer, Mouchotte avait disparu en plein ciel de gloire. [...] Ce commandant René demeurera l'une des figures les plus pures parmi ces fils de France qui se sont tant battus."

#### Témoignages radiodiffusés
Le Colonel Corniglion-Molinier lors de l'émission "Les Français parlent aux Français", à la B.B.C. de Londres le 29 juillet 1943 parlait du commandant Mouchotte en ces termes :
" Le Commandant, vous en avez déjà entendu parler souvent. Il est célèbre c'est lui qui a obtenu la millième victoire de la base il y a quelques semaines. C'est un garçon [...] terriblement sympathique et extraordinairement calme et froid, surtout un Français, car Français, il l'est cent pour cent. [...] C'est lui qui m'a servi d'instructeur. Oui d'instructeur, à moi vieux pilote de la guerre 14-18 et de l'entre deux guerres ! [...] Avant-hier, dans cette bataille dont je vous parle, il a abattu un avion à peu près sûrement, mais quoiqu'il n'y ait pas de doute pour les autres, il n'a pas revendiqué cette victoire pour lui et en a fait profiter un de ses pilotes."

Dans une allocution prononcée au poste National de la Radiodiffusion française en 1946, Pierre Clostermann dira de René Mouchotte :
"Une figure d'ascète, brun flegmatique, terriblement jeune, mais qui portait dans le regard l'autorité d'un Chef. C'était un Parisien. Il avait un sens tout à fait spécial et inné du mouvement des masses d'appareils de chasse. Je l'ai vu diriger, au cours d'opérations offensives sur la France, avec un brio qui lui attira l'admiration sans limites des plus hautes autorités de la Royal Air Force, deux escadres - soit une dizaine d'escadrilles. Un des rares survivants du groupe de pilotes de l'armée de l'air qui combattit aux côtés de la R.A.F. au cours de la "Battle of Britain", le Commandant Mouchotte faisait revivre la fierté d'être Français. La plus fameuse escadre de chasse de toutes les Forces Alliées, qui était à l'époque celle de Biggin Hill lui fut confiée ; elle comprenait un groupe de chasse français - le groupe "Alsace", et un groupe britannique."

#### Témoignages écrits
Dupérier alors commandant le squadron 341 avec Mouchotte écrira encore en marge du rapport officiel la disparition de René :
"Je viens de vivre une heure atroce à essayer de rédiger un procès-verbal de l'opération de ce jour, sur la France... [...] A Biggin Hill, mous étions encore deux; j'avais là avec moi René Mouchotte, l'un des tout premiers parmi les Français Libres et qui était déjà mon compagnon au Squadron 615 en 1941. [...] Plus tard nous avons formé nos cadets pour créer le groupe "Ile de France", qu'ensemble, nous avons mené à son premier combat. [...] Boudier, Martell, de Saxcé" guettaient mon arrivée et sur leurs visages défaits, je pus lire soudain le drame tout entier. Mouchotte était "missing". Mouchotte le sage, le grand pilote adroit et calme, n'était pas revenu, isolé de ses compagnons, qu'il avait en vain cherché à rallier dans l'immensité hostile et froide du ciel crépusculaire [...] Son esprit demeurait et ceux qu'il avait formé devaient faire payer cher à l'Allemand sa victoire. Peu d'hommes ont su jamais se faire aimer comme il l'était, des pilotes dont, chaque jour, il tenait en main les destinées. sa disparition, ce soir fait briller des larmes dans tous les yeux..."
Le colonel Bernard Dupérier écrira de lui dans son livre La vieille équipe:
" Le lieutenant René Mouchotte, assez grand, mince et brun, porte sur un visage pâle un calme imperturbable. C'est déjà un vétéran dans la R.A.F. et il était pilote de réserve de l'Armée de l'Air quand la guerre éclata. Mouchotte représente certainement un élément stable et solide, connaissant à merveille le métier de chasseur. Il a une expérience de la R.A.F. qui est sans prix pour nous. Une extrême bonté et un cœur d'or lui ont acquis chez nos amis anglais une estime profonde."
Pierre Clostermann dira de lui dans Le grand cirque, livre dédié aux morts des F.A.F.L., comme à ceux de la R.A.F., et en particulier à la mémoire de Mouchotte (et de Martell), car Closterman fut à ses débuts un pilote d'Alsace. Il ne l'a jamais oublié :
" Les Anglais sont si ahuris par cette mise au point si rapide [par le commandant Mouchotte] qu'ils affectent "Alsace" à l'escadre de Biggin Hill, honneur dont nous ne sentons peut-être pas toute la portée; Biggin Hill, au sud de Londres, est la base qui compte le plus de victoires et qui est réservée aux groupes les plus sélectionnés de la R.A.F." L'unité "Alsace" est déjà considérée par les Anglais comme "unité hors classe".
" Le commandant Mouchotte sera notre chef, grand, mince, brun un regard perçant, une voix sèche qui n'admet pas la réplique, puis un sourire amical qui réchauffe... Le genre d'homme avec qui on se fait tuer, sans discuter, presque avec plaisir."
" Il aura été pour nous le chef exemplaire, juste, tolérant, hardi et calme au combat, vrai Français à l'âme trempée, sachant, quelles que soient les circonstances, imposer le respect."
Romain Gary dans son ouvrage La nuit sera calme évoque le souvenir de René Mouchotte :
" Le commandant Mouchotte, c'était un copain [...] Je m'en vais donc rue du Commandant-Mouchotte, rue parfaitement dégueulasse, d'ailleurs. Une cochonnerie de rue, sinistre, avec les hangars de la rue Montparnasse béants de vide, moche au possible, il ne se serait pas fait tuer pour ça, Mouchotte, c'est moi qui te le dis... "

## Tableau de chasse
Avions
- le 26 août 1941, il abat un Junkers Ju 88 D en Irlande.
- le 15 mai 1943, il abat un Focke-Wulf Fw 190 au-dessus de Deauville.
- le 17 mai 1943, il abat un Messerschmitt BF109 G au-dessus de Caen.

Véhicules terrestres
Véhicules maritimes

## Décorations
Rubans
|  |  |  |
|  |  |  |
|  |  |  |

Intitulés des décorations françaises
- Chevalier de la Légion d'honneur
- Compagnon de la Libération
- Croix de guerre 1939–1945 avec 6 citations :
  - 1 citation à l'ordre du régiment
  - 5 citations à l'ordre de l'armée

Intitulés des décorations étrangères
- Distinguished Flying Cross (Royaume-Uni) ( Royaume-Uni)
- Croix de guerre 1939-1945 ( Tchécoslovaquie)
- 1939-1945 Star avec agrafe « Battle of Britain » ( Royaume-Uni)
- War Medal 1939-1945  ( Royaume-Uni)
- Aircrew Europe Star ( Royaume-Uni)